# باشگاه فوتبال دوچرخه‌سواران در فصل ۱۳۲۷
باشگاه فوتبال دوچرخه‌سواران در فصل ۱۳۲۷ سومین سال حضور این باشگاه، که امروزه با نام استقلال شناخته می‌شود، در فوتبال ایران است. باشگاه دوچرخه‌سواران به دلیل کمبود بودجه در این فصل در هیچ یکی از مسابقات قهرمانی باشگاه‌های تهران یا جام حذفی تهران شرکت نکرد.

## پیش زمینه
باشگاه در حالی این فصل را آغاز کرد که فصل قبل در مسابقات قهرمانی تهران سوم و در جام حذفی تهران قهرمان شده بود.

## اعضای باشگاه

### گروه فنی
| نام           | سمت    |
| ------------- | ------ |
| علی دانایی‌فرد | سرمربی |

### گروه مدیریت
| نام           | سمت            |
| ------------- | -------------- |
| پرویز خسروانی | مدیر عامل      |
| دانایی‌فرد     | عضو هیئت مدیره |
| گرائیلی       | عضو هیئت مدیره |
| ملکی          | عضو هیئت مدیره |
| عمواوغلی      | عضو هیئت مدیره |
| آودیان        | عضو هیئت مدیره |

## دوستانه
| ۲۹ مهر ۱۳۲۷ | دوچرخه‌سواران | ۰–۳ | دارایی | تهران           |
|             |              |     |        | ورزشگاه: امجدیه |

این دیدار ابتکاری بین قهرمان جام باشگاه‌های تهران سال ۱۳۲۶ و قهرمان جام حذفی تهران در همان سال برگزار گردید و به نوعی نخستین سوپرجام برگزار شده در تاریخ فوتبال ایران است.

## مرور فصل
باشگاه دوچرخه‌سواران به دلیل کمبود بودجه در مسابقات این فصل شرکت نکرد. بدین ترتیب فصل بدون نتیجه خاصی برای آنان به پایان رسید.